# NGC 80
NGC 80 è una vasta galassia lenticolare situata nella costellazione di Andromeda. La galassia è stata scoperta il 17 agosto 1828 dall'astronomo britannico John Herschel.

## Gruppo di NGC 80
NGC 80 è la più luminosa e principale galassia del gruppo che porta il suo nome.
 
Il Gruppo di NGC 80 comprende numerose galassie situate nella costellazione di Andromeda. La distanza media di questo gruppo di galassie e la nostra Via Lattea è di circa 79,8 megaparsec.
Il gruppo comprende le galassie NGC 80, NGC 81, NGC 84, NGC 86, IC 1541, IC 1548, MCG 01-02-10 (PGC 1384), CGCG 479-014B (PGC 1662109) e UCM 18+2216 (PGC 1671888).
Secondo alcuni studi anche la galassia NGC 79 farebbe parte del Gruppo di NGC 80.
Secondo il database NASA/IPAC, NGC 90 e NGC 93 formano una coppia di galassie interagenti e, data la loro distanza dalla nostra galassia, potrebbero anch'esse far parte del gruppo di NGC 80. Altri autori includono anche IC 1546 (classificata anche come NGC 85B) nel medesimo gruppo.